# Fredrik Kessiakoff
Fredrik Carl Wilhelm Kessiakoff (conocido como Fred Kessiakoff; Saltsjöbaden, 17 de mayo de 1980) es un deportista sueco que compitió en ciclismo, en las modalidades de carretera y montaña.
Ganó una medalla de bronce en el Campeonato Mundial de Ciclismo de Montaña de 2006, en la prueba de campo a través, y tres medallas de bronce en el Campeonato Europeo de Ciclismo de Montaña entre los años 2005 y 2007.
En carretera, su mayor éxito lo consiguió en 2012 al obtener una victoria de etapa (contrarreloj) en la Vuelta a España. Se retiró de la competición al final de 2014, tras 15 temporadas como profesional y con 34 años de edad.

## Medallero internacional
| Campeonato Mundial | Campeonato Mundial      | Campeonato Mundial | Campeonato Mundial         |
| Año                | Lugar                   | Medalla            | Competición                |
| ------------------ | ----------------------- | ------------------ | -------------------------- |
| 2006               | Rotorua (Nueva Zelanda) | Medalla de bronce  | Campo a través             |
| Campeonato Europeo |                         |                    |                            |
| Año                | Lugar                   | Medalla            | Competición                |
| 2005               | Livigno (Italia)        | Medalla de bronce  | Campo a través por relevos |
| 2006               | Lamosano (Italia)       | Medalla de bronce  | Campo a través por relevos |
| 2007               | Capadocia (Turquía)     | Medalla de bronce  | Campo a través             |

## Palmarés

### Carretera
2009
- 3.º en el Campeonato de Suecia Contrarreloj

2010
- 3.º en el Campeonato de Suecia Contrarreloj

2011
- Vuelta a Austria, más 1 etapa

2012
- 1 etapa de la Vuelta a Suiza
- 3.º en el Campeonato de Suecia en Ruta
- 1 etapa de la Vuelta a España

## Resultados en Grandes Vueltas y Campeonatos del Mundo
Durante su carrera deportiva consiguió los siguientes puestos en las Grandes Vueltas y en los Campeonatos del Mundo en carretera:
| Carrera              | Carrera              | 2009 | 2010 | 2011 | 2012 | 2013 | 2014 |
| -------------------- | -------------------- | ---- | ---- | ---- | ---- | ---- | ---- |
|                      | Giro de Italia       | 50.º | —    | —    | —    | 90.º | —    |
|                      | Tour de Francia      | —    | —    | —    | 40.º | Ab.  | —    |
|                      | Vuelta a España      | 72.º | —    | 34.º | 61.º | —    | —    |
| Mundial en Ruta      | Mundial en Ruta      | 78.º | —    | 54.º | 15.º | Ab.  | —    |
| Mundial Contrarreloj | Mundial Contrarreloj | —    | —    | —    | 5.º  | —    | —    |

| —: No participó | Ab: Abandono |

## Equipos

### Ciclismo de montaña
- Siemens Mobile-Cannondale (2004)
- Cannondale-Vredestein (2007)
- Full Dynamix-IT (2008)

### Carretera
- Team Crescent (2000-2002)
- Barloworld (stagiaire) (08.2006-12.2006)
- Fuji-Servetto (2009)
- Garmin-Slipstream (2010)
- Astana (2011-2014)